# Entacmaea medusivora
Entacmaea medusivora ist eine Art der Seeanemonen (Actiniaria), die in zwei marinen Seen in Palau, darunter dem bekanntesten Quallensee Ongeim'l Tketau auf der Insel Eil Malk, und im Kakaban-See (Kalimantan Timur, Borneo, Indonesien) vorkommt. Sie ernährt sich fast ausschließlich von Medusen, der in diesen Seen häufig vorkommenden Scyphozoen.

## Merkmale
Der säulenförmige Körper ist im ausgestreckten Zustand etwa gleicher Dicke über seine gesamte Höhe. Die typische Länge ist etwa 15 mm in der Höhe und etwa 12 mm im Durchmesser. Der Körper kann jedoch stark gestreckt werden, sodass sie die Länge stark vergrößert zuungunsten des Durchmessers. Er ist durchscheinend mit einer nahezu glatten Oberfläche. Die Mesenterien sind als etwas hellere Linien von außen zu erkennen, ebenso die Gonaden und die Mesenterienfilamente. Die Farbe ist etwas abhängig von der aufgenommenen Beute. Sie ist meist bläulich, in Kultur häufig auf pinkfarben bis leicht bräunlich. Die Basis ist meist etwas breiter, ebenso das obere Ende. Die Tentakeln sind meist dünn, farblos und durchscheinend. Die distalen Ende können sich aufrollen. Sie messen etwa 20 bis 25 mm im gestreckten Zustand bei einem Durchmesser von etwa 1 mm an der Basis. Der Mund ist relativ klein (etwa 1 mm bei etwa 10 mm Durchmesser der oralen Scheibe) und kann auf einem kleinen Hügelchen sitzen. Sie besitzen keine Zooxanthellen im Gewebe. Das Cnidom besteht aus Spirocysten, Basitrichen, Holotrichen und mikrobasischen p-Mastigophoren.

## Lebensweise und geographisches Vorkommen

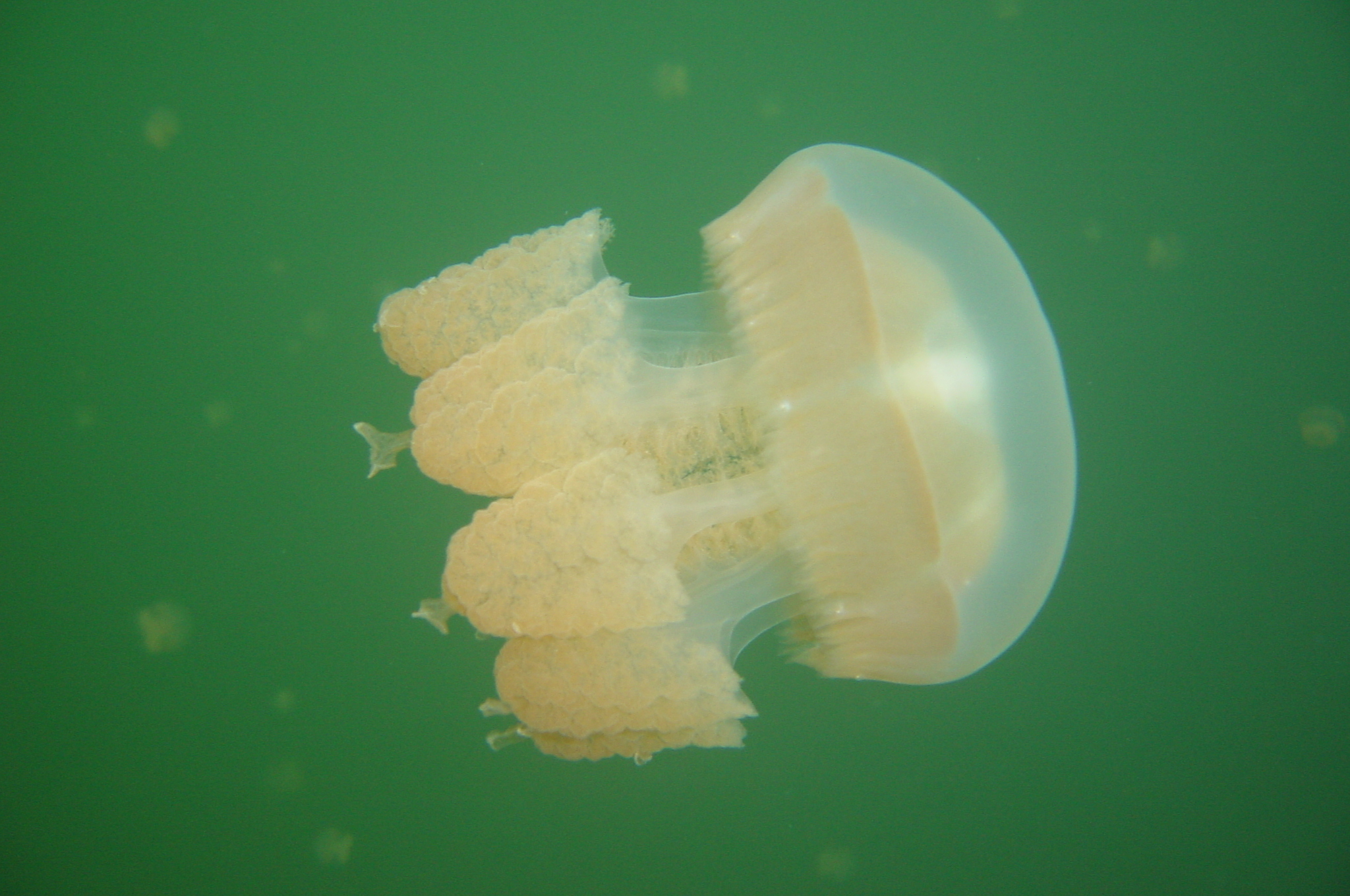
Mastigias cf. papua ssp. etpisoni Dawson, Ongeim'l Tketau

Die Lebensweise der Art ist vor allem im Ongeim'l Tketau gut untersucht. Entacmaea medusivora ist dort auf die Uferbereiche des Sees bis in etwa 5 m Tiefe beschränkt. Sie ernährt sich dort fast ausschließlich von Medusen, der in diesem See massenhaft vorkommenden Unterart Mastigias cf. papua ssp. etpisoni Dawson, 2005. Unter experimentellen Bedingungen wurden auch Weichtiere (Mollusca) und Krebstiere (Crustacea) als Nahrung akzeptiert. Bemerkenswert ist dabei, dass die Hauptbeutetiere von Entacmaea medusivora die Medusen von Mastigias cf. papua ssp. etpisoni Dawson, 2005 viele Zooxanthellen in ihrem Schirm enthalten, die die Tiere mit Nährstoffen versorgen. Einige Seeanemonenarten, die sich ebenfalls von Medusen ernähren, übernehmen nun die Zooxanthellen der Beute in ihren Körper. Im Falle von Entacmaea medusivora werden diese jedoch komplett verdaut; die Tiere leben ohne Zooxanthellen. Ein zweites Vorkommen ist aus einem anderen „Quallensee“ von der Insel Koror bekannt, wo die Tiere jedoch in weit geringerer Dichte als im Ongeim'l Tketau leben. 
Unter experimentellen Bedingungen zeigen die Tiere keine Verhaltensänderungen bei Salzgehalten, die bis auf 17 ‰ abgesenkt werden. Sie überleben problemlos auch noch niedrigere Salzgehalte (bis etwa 10 bis 12 ‰). Sie sind auch sehr tolerant gegen niedrige Sauerstoffgehalte im Wasser. Der Fortpflanzungszyklus ist bisher auch nicht vollständig bekannt. Bisher wurde Teilung oder Abschnürung des Fußes nicht beobachtet. Unter Laborbedingungen wurde beobachtet, dass große Exemplare von Zeit zu Zeit Planula-ähnliche Larven ins freie Wasser entlassen. Es ist allerdings nicht bekannt, ob diese sexuell oder ev. asexuell produziert worden sind.
Entacmaea medusivora wurde erstmals im kleinen, nur 5,7 ha Fläche umfassenden Salzwassersee Ongeim'l Tketau auf der Insel Eil Malk des südpazifischen Inselstaates Palau nachgewiesen. Man nahm an, dass die Art in diesem See endemisch ist. Dieser marine See ist geschichtet und nur die obersten 15 m des bis 30 m tiefen Sees sind durchlüftet. Der See ist max. 12000 Jahre alt, denn er entstand durch die Füllung einer ca. 60 m tiefen Senke im Karstgestein der Insel durch den steigenden Meeresspiegel seit der letzten Eiszeit. Es erschien den Erstautoren daher nicht unwahrscheinlich, ähnlich den drei auf Palau heimischen Unterarten von Mastigias cf. papua, dass die Art erst in dieser Zeit entstanden ist. 2014 wurde die Art jedoch auch im Kakaban-See in Kalimantan Timur, Borneo, Indonesien nachgewiesen. Sie ernährt sich dort von drei Arten von Schirmquallen Mastigias  papua, Aurelia  aurita (Linnaeus, 1758) und Cassiopeia ornata Haeckel, 1880.